# Aisha bint al-Husayn
Aisha bint al-Husayn (in arabo عائشة بنت الحسين; Amman, 23 aprile 1968) è una principessa giordana.

## Biografia

### Educazione
La principessa Aisha è nata nel 1968 con la gemella Zein, come terza figlia di re Husayn e di Antoinette Avril Gardiner.

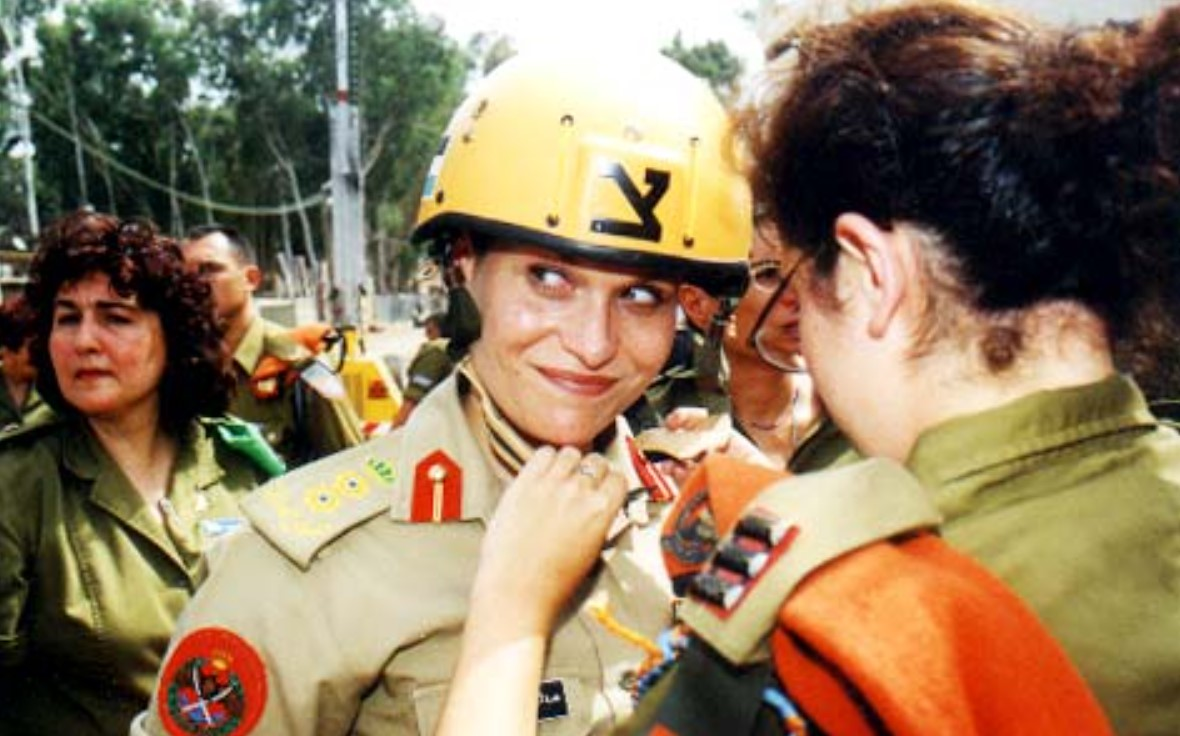
Aisha in Israele con indosso l'elmetto dell'Home Front Command nel 2000

Studiò ad Amman fino all'età di otto anni, quando si trasferì a Washington. Si diplomò alla Dana Hall High School di Wellesley nel 1986 e alla Reale accademia militare di Sandhurst nell'aprile 1987, diventando la prima donna mediorientale a frequentare quest'accademia.
In seguito frequentò il Pembroke College a Oxford, ottenendo un Bachelor of Arts in Storia e Politica del Medio Oriente Moderno nel 1989. Si iscrisse alla Naval Postgraduate School di Monterey e frequentò la National Defense University di Washington, dove ottenne un Master of Arts nel 2010.

### Carriera e attività
Venne nominata secondo tenente delle Forze Armate Giordane nel 1987 e frequentò alcuni corsi di paracadutismo. Nelle forze armate fondò l'Ufficio della Principessa Aisha nel 1993 e vi lavorò come ricercatrice fino al 1994. Diresse il Military Women's Affairs Directorate nel 1995 e il Women's Army Recruitment Department nel 1998.

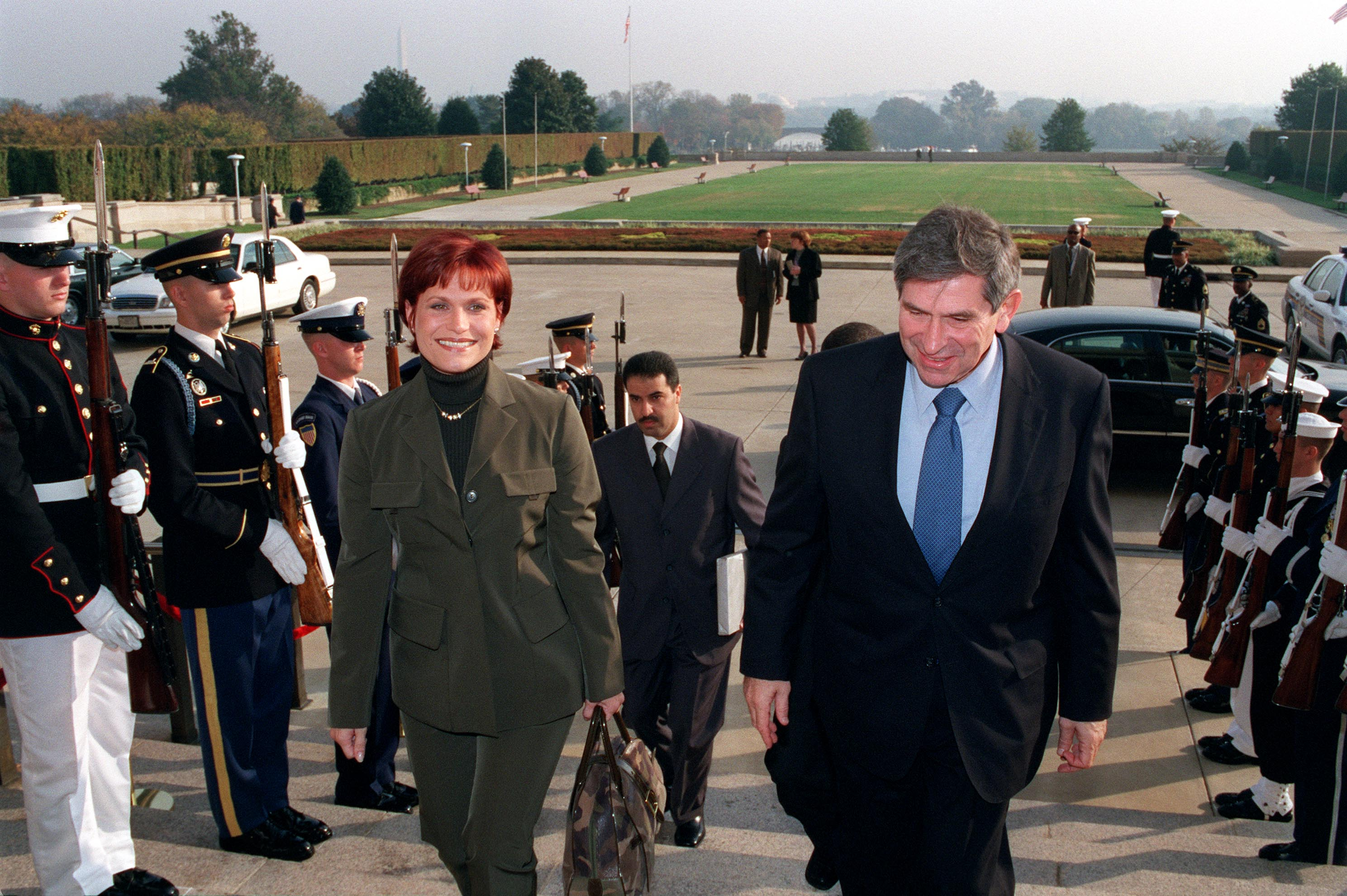
Aisha scortata da Paul Wolfowitz in visita al Pentagono, 23 ottobre 2001

Dal 1996 ha preso parte alle conferenze del Defense Department Advisory Committee on Women in the Services (DACOWITS). Venne promossa al grado di colonnello nel 2005 e di brigadiere generale nel 2008. Dal 2010 è Addetta alla Difesa a Washington e nel 2011 fu nominata maggior generale.
È membro del forum NATO Mediterranean Dialogue e veste il ruolo di esperto giordano sugli aspetti psicologici, organizzativi e culturali del terrorismo all'interno del NATO Human Factors and Medicine Research Task Group 140. Presiede il consiglio di amministrazione del Center for Security Studies dell'Università di Giordania, che si occupa di gestione dei materiali pericolosi e di migliorare le pratiche ambientali nel paese. È anche Capo del Comitato Direttivo del National Women's Health Care Project.

### Matrimoni
Il 26 luglio 1990 sposò ad Amman Zeid Sa'adedine Juma, ma divorziarono nella stessa città nel 2006. In secondo nozze sposò l'imprenditore Edward Banayoti (1964) il 27 gennaio 2016, che cambiò nome in Ashraf Karim convertendosi all'islam. Il matrimonio fu di breve durata, terminando con il divorzio il 1⁰ luglio dello stesso anno.

## Discendenza
Aisha bint al-Husayn e il suo primo marito Zeid Sa'adedine Juma ebbero un figlio e una figlia:
- Aoun (27 maggio 1992);
- Muna (18 luglio 1996).

## Titoli e trattamento
- 23 aprile 1968 - attuale: Sua Altezza Reale, la principessa Aisha di Giordania

## Ascendenza
|                           |                 |                         | Genitori            |  |  | Nonni |  |  | Bisnonni                 |  |  | Trisnonni         |  |
|                           |                 |                         |                     |  |  |       |  |  | Abd Allah I di Giordania |  |  | al-Husayn ibn Ali |  |
|                           |                 |                         |                     |  |  |       |  |  | Abd Allah I di Giordania |  |  | al-Husayn ibn Ali |  |
|                           |                 | Abdiyya bint Abdullah   |                     |  |  |       |  |  | Abd Allah I di Giordania |  |  |                   |  |
| Talal di Giordania        |                 |                         |                     |  |  |       |  |  | Abd Allah I di Giordania |  |  |                   |  |
|                           |                 | Musbah bint Nasser      | Nasser Pasha *      |  |  |       |  |  |                          |  |  |                   |  |
|                           |                 | Musbah bint Nasser      | Nasser Pasha *      |  |  |       |  |  |                          |  |  |                   |  |
|                           |                 | Musbah bint Nasser      | Dilber Khanum *     |  |  |       |  |  |                          |  |  |                   |  |
| Husayn di Giordania       |                 | Musbah bint Nasser      |                     |  |  |       |  |  |                          |  |  |                   |  |
|                           |                 | Jamil 'Ali bin Nasser   | Nasser Pasha        |  |  |       |  |  |                          |  |  |                   |  |
|                           |                 | Jamil 'Ali bin Nasser   | Nasser Pasha        |  |  |       |  |  |                          |  |  |                   |  |
|                           |                 | Jamil 'Ali bin Nasser   | Dilber Khanum       |  |  |       |  |  |                          |  |  |                   |  |
| Zein al-Sharaf Talal      |                 | Jamil 'Ali bin Nasser   |                     |  |  |       |  |  |                          |  |  |                   |  |
|                           |                 | Wijdan Shakir Pasha     | Shakir Pasha        |  |  |       |  |  |                          |  |  |                   |  |
|                           |                 | Wijdan Shakir Pasha     | Shakir Pasha        |  |  |       |  |  |                          |  |  |                   |  |
|                           |                 | Wijdan Shakir Pasha     | ...                 |  |  |       |  |  |                          |  |  |                   |  |
| Aisha bint al-Husayn      |                 | Wijdan Shakir Pasha     |                     |  |  |       |  |  |                          |  |  |                   |  |
|                           | Arthur Gardiner | John Gardiner           |                     |  |  |       |  |  |                          |  |  |                   |  |
|                           | Arthur Gardiner | John Gardiner           |                     |  |  |       |  |  |                          |  |  |                   |  |
|                           | Arthur Gardiner | Esther Scarph           |                     |  |  |       |  |  |                          |  |  |                   |  |
| Walter Percy Gardiner     | Arthur Gardiner |                         |                     |  |  |       |  |  |                          |  |  |                   |  |
|                           |                 | Mabel Jane Tovell       | Daniel Tovell       |  |  |       |  |  |                          |  |  |                   |  |
|                           |                 | Mabel Jane Tovell       | Daniel Tovell       |  |  |       |  |  |                          |  |  |                   |  |
|                           |                 | Mabel Jane Tovell       | Ada Alberta King    |  |  |       |  |  |                          |  |  |                   |  |
| Antoinette Avril Gardiner |                 | Mabel Jane Tovell       |                     |  |  |       |  |  |                          |  |  |                   |  |
|                           |                 | Arthur Sutton           | Josiah Sutton       |  |  |       |  |  |                          |  |  |                   |  |
|                           |                 | Arthur Sutton           | Josiah Sutton       |  |  |       |  |  |                          |  |  |                   |  |
|                           |                 | Arthur Sutton           | Elizabeth Able      |  |  |       |  |  |                          |  |  |                   |  |
| Doris Elizabeth Sutton    |                 | Arthur Sutton           |                     |  |  |       |  |  |                          |  |  |                   |  |
|                           |                 | Dora Elizabeth Alderton | Augustus Alderton   |  |  |       |  |  |                          |  |  |                   |  |
|                           |                 | Dora Elizabeth Alderton | Augustus Alderton   |  |  |       |  |  |                          |  |  |                   |  |
|                           |                 | Dora Elizabeth Alderton | Gertrude Ruth Green |  |  |       |  |  |                          |  |  |                   |  |
|                           |                 | Dora Elizabeth Alderton |                     |  |  |       |  |  |                          |  |  |                   |  |